# Orascom Development Holding
Die Orascom Development Holding AG (ODH) mit Sitz in Altdorf in der Schweiz ist eine im Städtebau tätige internationale Unternehmensgruppe. Sie wurde Anfang 2008 von Samih Sawiris als Aktiengesellschaft nach Schweizer Recht gegründet und dient als Dachgesellschaft sämtlicher bisherigen operativen Tätigkeiten, insbesondere der 1989 gegründeten Orascom Hotels and Development S.A.E.
Die Orascom Development Holding ist seit Mai 2008 an der Schweizer Börse SIX Swiss Exchange kotiert. Samih Sawiris besitzt mit einem Anteil von 62,78 Prozent die Aktienmehrheit. Das Unternehmen beschäftigte Ende 2008 rund 17'900 Mitarbeiter und erwirtschaftete 2008 einen Umsatz von 568,2 Millionen Schweizer Franken. Ende 2017 arbeiteten noch rund 8'700 Mitarbeiter für das Unternehmen bei einem Umsatz von knapp 240 Millionen Franken.

## Geschichte
Die Orascom Development Holding ging Anfang 2008 aus der 1989 gegründeten Orascom Hotels and Development hervor. Mit der Initiierung des Andermatt-Projektes in der Schweiz expandierte die OD Holding aus ihrer Ursprungsregion nach Mitteleuropa. Hierfür wurde der Hauptsitz der Gruppe im März 2008 nach Altdorf in der Schweiz verlegt. Im Mai 2008 wurde das neue Unternehmen durch einen IPO an die Börse gebracht. Der Börsengang beinhaltete auch eine Umtauschofferte für die bisherigen Aktionäre der Orascom Hotels and Development, welche fortan als Tochtergesellschaft der OD Holding geführt wird. Durch die Aktienausgabe flossen 668 Millionen Franken in die Kassen des Immobilien- und Tourismuskonzerns, die Aktie verzeichnete einen Kurs von Fr. 152.- am ersten Handelstag.
Der VR-Präsident Naguib Sawiris plant derzeit die Gesellschaft von der Börse zu nehmen, wobei bestehenden Aktionären ein als viel zu tief angesehene Abfindung von Fr. 5.60 offeriert wird. Die Sawiris müssten insgesamt nur 90 Mio. CHF aufwerfen, um sich die über den Kapitalmarkt finanzierten Investitionen komplett anzueignen. Die Kleinanleger fühlten sich von der Familie Sawiris über den Tisch gezogen und betrogen.

## Tätigkeitsgebiet
Das Tätigkeitsgebiet umfasst die Geschäftssegmente Real Estate, Hotels, Town Management sowie weitere Aktivitäten. Das Unternehmen ist hauptsächlich in Ägypten und im Mittleren Osten tätig, strebt aber eine internationale Expansion an.
Die Hauptaktivität ist die Entwicklung ganzer Städte durch den Kauf von Grundstücken und den Bau von Wohn- und Gewerbeliegenschaften. Die Orascom-Gruppe bleibt dabei Eigentümerin von allen Gewerbeimmobilien. Die Bauprojekte umfassen zudem von Entsalzungsanlagen über Strassen bis hin zu luxuriösen Liegenschaften sowie von der Produktion in einer eigenen Ziegelfabrik bis hin zur Konstruktion von Mitarbeiterunterkünften sämtliche städtebaulichen Aktivitäten. Zu den bisher wichtigsten Entwicklungsgebieten zählt die ägyptische Stadt El Gouna. Im März 2010 gab Orascom Development Pläne für die Entwicklung eines Projektes für preiswerten Wohnraum in der rumänischen Stadt Constanța bekannt. Es handelt sich dabei um das erste Projekt dieser Art ausserhalb von Ägypten und um das insgesamt vierte integrierte Projekt in Europa.
Die OD Holding ist die grösste Eigentümerin von Hotelzimmern in Ägypten. Neben mehreren Eigenmarken werden die Hotels von internationalen Hotelketten geführt. Insgesamt verfügt das Unternehmen in sämtlichen Hotelkategorien über 24 Hotels mit insgesamt 6'025 Zimmern.
Der Bereich Town Management umfasst den Unterhalt der gebauten Städte sowie den täglichen Unterhalt der lokalen Infrastruktur wie Stromerzeugung, Entsalzungsanlagen, Schulen und Spitäler, den Unterhalt von Strassen, Golfplätzen und Yachthäfen.
Die weiteren Aktivitäten umfassen auch eine 51-prozentige Beteiligung an der Garranah Touristic Group. Garranah besitzt sieben Nil-Kreuzfahrtschiffe mit mehr als 360 Kabinen, 47 Busse und zwei Fünf-Sterne-Hotels mit einer Kapazität von 598 Zimmern an der Makadi Bay am Roten Meer. Über die Tochtergesellschaft Tamweel ist die OD Holding auch auf dem Gebiet der Immobilienfinanzierung tätig.

## Andermatt

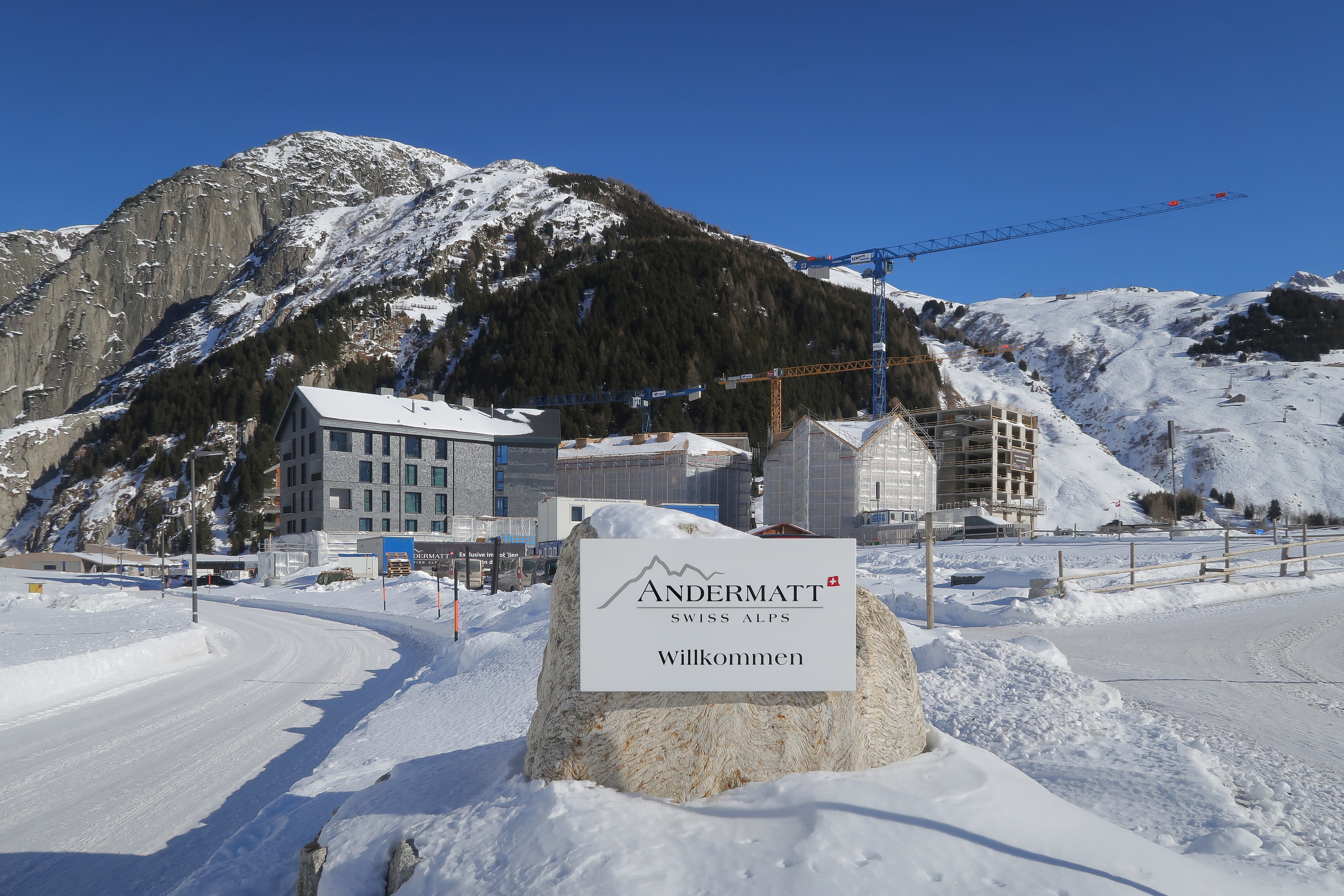
Bauten in Andermatt (2017)

Im Mai 2007 wurde die Andermatt Alpine Destination Company AG (heute Andermatt Swiss Alps AG) mit Sitz in Andermatt (UR) und Niederlassung in Altdorf (UR) gegründet, eine Tochtergesellschaft der Orascom Development Holding AG. Unter der Marke „Andermatt – Swiss Alpine Destination“ entwickelt und realisiert sie „das erste integrierte Tourismusresort in den Schweizer Alpen“ mit mehreren Hotels, Ferienhäusern, Wohnungen und Luxusvillas, Gastro- und Ladenlokalitäten, einem Sport- und Freizeitzentrum und einem 18-Loch-Golfplatz. Das Bauvorhaben wurde vom Bundesrat, nach einem entsprechenden Gesuch durch Orascom, aus staatspolitischem Interesse von der Bewilligungspflicht gemäss Bundesgesetz über den Erwerb von Grundstücken durch Personen im Ausland (Lex Koller) befreit. Anfang 2019 wurde bekannt, dass ODH in den nächsten zwei Jahren die Mehrheit der Aktien übernehmen soll. Die Transaktion kam nicht zustande, so dass weiter die bei Andermatt Swiss Alps vermerkten Eigentumsverhältnisse gelten.